# Piotr Mańkowski (lekkoatleta)
Piotr Mańkowski (ur. 4 stycznia 1953) – polski lekkoatleta, specjalizujący się w biegach średniodystansowych.

## Osiągnięcia
- Mistrzostwa Polski seniorów w lekkoatletyce
  - Bydgoszcz 1977 – brązowy medal w biegu na 1500 m
  - Poznań 1979 – srebrny medal w biegu na 1500 m

- Halowe mistrzostwa Polski seniorów w lekkoatletyce
  - Warszawa 1976 – złoty medal w biegu na 800 m
  - Zabrze 1978 – brązowy medal w biegu na 1500 m
  - Zabrze 1980 – złoty medal w biegu na 800 m

## Rekordy życiowe
- bieg na 800 metrów
  - stadion – 1:46,96 (Warszawa 1980)
- bieg na 1000 metrów
  - stadion – 2:19,90 (Bydgoszcz 1977)
- bieg na 1500 metrów
  - stadion – 3:40,20 (Bydgoszcz 19770